# Alucita mulciber
Alucita mulciber är en fjärilsart som beskrevs av Edward Meyrick 1932. Alucita mulciber ingår i släktet Alucita och familjen mångfliksmott, (Alucitidae). Inga underarter finns listade i Catalogue of Life.